# Комаринський Володимир
Володимир Комаринський (4 червня 1906, м.Сокаль, Австро-Угорщина — 4 листопада 1987, м.Олбані, США) — український громадський та політичний діяч, правник, доцент, начальник відділу радіомовлення та пропаганди уряду Карпатської України, посол Сойму Карпатської України, член правління крайового товариства «Просвіта», референт пропаганди Українського Національного Об'єднання.

## Життєпис

Зліва направо: Августин Волошин, хорунжий Сокол, Володимир Комаринський та Августин Дутка. Хуст, 1939 рік.

Посли Сойму Карпатської України. Зліва направо, зверху вниз: Юліян Ревай, Августин Волошин, Степан Клочурак, Леонід Романюк, Федір Ревай, Августин Штефан, Степан Росоха, Августин Дутка, Юлій Бращайко, Микола Долинай,
Василь Щобей, Володимир Комаринський, Михайло Бращайко, Петро Попович, Василь Климпуш

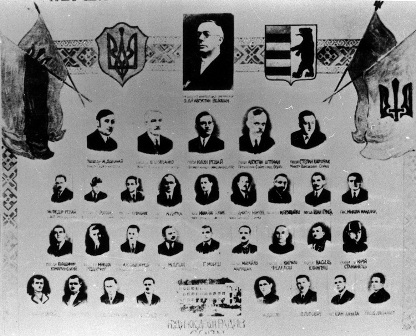
Посли Сойму Карпатської України.
По центру: Президент Карпатської України о. Августин Волошин; Перший ряд зліва направо: Микола Долинай, Юлій Бращайко, Юліян Ревай, Августин Штефан, Степан Клочурак; Другий ряд: Федір Ревай, Степан Росоха, Леонід Романюк, Августин Дутка, Михайло Тулик, Дмитро Німчук, Михайло Бращайко, Іван Грига, Микола Мандзюк; Третій ряд: Володимир Комаринський, Микола Різдорфер, Антон Ернест Олдофреді, Мілош Дрбал, Григорій Мойш, Михайло Марущак, Кирило Феделеш, Василь Климпуш, о. Юрій Станинець; Четвертий ряд: Василь Щобей, Іван Ігнатко, Юрій Пазуханич, Іван Перевузник, Адальберт Довбак, Петро Попович, Іван Качала, Василь Лацанич

Народився Володимир Комаринський 4 червня 1906 року в м.Сокаль у родині судді. У рідному місті закінчив початкову школу. Навчався два роки у Львівській академічній гімназії, та два у польській Сокальській гімназії, звідки його виключили за українські погляди.
У 1920 році разом з родиною переїхав на Закарпаття у Хуст, де його батько отримав місце судді. Навчався в Руській державній реальній гімназії міста Берегова, де восени 1921 року став пластуном першого пластового куреня імені полковника Івана Богуна. 25 вересня 1922 року Володимир Комаринський заснував станицю «Пласту» в Хусті. У 1924 році упорядкував та видав працю Остапа Вахнянина «Пластовим шляхом за красою життя».
Згодом навчався в Ужгородській гімназії, після закінчення якої, у 1924 році, вступив на правничий факультет Карлового університету в Празі. Під час навчання в університеті був членом Союзу Підкарпатських високошкільних студентів. Карлів університет закінчив у 1928 році. Після закінчення університету проходив службу в чехословацькому війську. У 1930 році звільнився з війська та працював помічником адвоката Осипа Дудкевича у Воловому. 1932 року перебрався до Мукачева, де 1935 року відкрив власну адвокатську контору. 
Коли місцеві урядовці відмовились зареєструвати статут «Українську учительську громаду» в Мукачеві Комаринський захищав їхні інтереси у найвищому адміністраційному суді у Празі. На початку розгляду справи дійшло до сутички з  Ю.Гавелком, секретарем найвищого адміністраційного суду, оскільки Володимир Комаринський почав свій виступ українською мовою. Комаринський довів своє конституційне право вживати українську мову, і суд був змушений запросити перекладача. 
Володимир Комаринський брав активну участь в роботі громадських організацій, зокрема крайового товариства «Просвіта», учительських просвітянських з'їздів та інших культурно-освітніх заходів. На загальних зборах крайового товариства «Просвіта» 17 жовтня 1937 року був обраний членом правління. Підтримував «Учительську громаду Підкарпатської Руси».
Після окупації Мукачева Угорщиною переїхав до Хуста, де теж працював адвокатом. 
24 січня 1939 року був обраний референтом пропаганди та членом проводу Українського Національного Об'єднання. Згодом був призначений керівником радіомовлення та пропаганди при уряді Карпатської України. Перед виборами до сойму Карпатської України 30 січня 1939 року висунув таку пропозицію: громада, яка подасть за УНО не менше 98 відсотків голосів, може вивісити білий прапор. Ця ідея 12 лютого 1939 року була реалізована.
12 лютого 1939 року Володимир Комаринський був обраний послом Сойму Карпатської України, де входив до Комісії фінансової, разом з Степаном Клочураком, Леонідом Романюком, Василем Клемпушом, Антоном Ернестом Ольдофреді, Іваном Ґриґою та Петром Поповичем, та Комісії конституційно-правної, разом з Авґустином Дуткою, Юлієм Бращайком, Степаном Росохою, Михайлом Марущаком, Василем Шобеєм та Михайлом Бращайком..

### На еміграції
Напередодні окупації Хуста угорськими військами емігрував із членами уряду до Праги, потім переїхав до Словаччину. У Братиславі відкрив приватну адвокатську контору, яка діяла до 1945 року. 
У 1945 році емігрував до Німеччини, де працював правовим консультантом Центру представництва української еміграції та Міжнародної організації у справах біженців у Реґенсбурзі. 1947 року був обраний заступником голови Центрального представництва української еміграції в Європі.
На початку 1950-х років емігрував у Сполучених Штатів Америки. У США провадив науково-дослідну роботу, працював асистентом (1954–1960), згодом – доцентом права Українського технічного інституту в Нью-Йорку.
На еміграції у США брав участь у роботі різних українських громадських організацій, зокрема, був членом ради директорів Українського конґресового комітету Америки, членом та радником «Управи товариства українських працівників», членом та головою земляцького товариства «Карпатський Союз», член центральної управи «Організації державного визволення України», ОУН, голова Контрольної комісії Об'єднання «Самопоміч» відділу в Нюарку. 
У 1972 році взяв участь у роботі з'їзду «Карпатського Союзу» та Братства «Карпатської Січі», де разом з ним були ще три колишні посли сойму Карпатської України: Авґустин Штефан, Степан Росоха та Микола Різдорфер. 
Володимир Комаринський помер 4 листопада 1987 року в США, похований у містечку Гантер штат Нью-Йорк.